# Stążki (województwo kujawsko-pomorskie)
Stążki – (niem. Stonsk, 1942-1945 Stenzig) wieś w Polsce położona w województwie kujawsko-pomorskim, w powiecie świeckim, w gminie Świekatowo.

## Podział administracyjny i demografia
W latach 1975–1998 miejscowość położona była w województwie bydgoskim. Według Narodowego Spisu Powszechnego (III 2011 r.) liczyła 314 mieszkańców. Jest piątą co do wielkości miejscowością gminy Świekatowo.

## Historia
Stążki w XIV i XV w. były wsią rycerską należącą do kumoterstwa świeckiego, a w XVI w. dobra królewskie należące do dekanatu świeckiego. W 1546 roku własność Stanisława Kopickiego, a w roku 1649 rodziny Niewieścińskich. Późniejszymi właścicielami dóbr m.in. byli: Gromadzki (1669 r.), R. Powalski z Łaszewa (1682 r.), Jakub i Andrzej Łaszewski (1748 r.), Feliks Łebiński (1765 r.) i Ludwik Poleski (1836 r.). Od 1860 roku dobra znajdowały się w rękach Niemców: Wahrenberga, później Wilhelma Daniela Schwarzenbergera, po jego śmierci jego syna Hermanna Theodora Schwarzenbergera. Po nim właścicielem został Hugo Holtz, po jego śmierci w 1894 roku wdowa po nim Ada Holtz. Od roku 1913 należał do Skarbu Państwa Niemieckiego. Początkowo dzierzawcą zaś później właścicielem majątku był Ludwig Krüger. Od roku 1920 dobra należały do zarządu dóbr państwowych. Na przełomie lat dwudziestych i trzydziestych właścicielem był Witold Szulc, prezes Spółdzielni Rolniczo-Handlowej "Rolnik" w Bydgoszczy i Świeciu oraz prezes rady nadzorczej Kasy Stefczyka w Pruszczu. Od roku 1947 majątek przejął Skarb Państwa Polskiego, a użytkownikiem był PGR-Łaszewo.
Pod koniec XIX w. majątek posiadał gorzelnię, cegielnię, tartak parowy oraz trudniono się hodowlą krów i produkcją masła wysyłanego do Berlina. W tym samym okresie powstało założenie pałacowo-parkowe. Pałac w stylu klasycystycznym znajdował się w centralnej części założenia, w zachodniej folwark, zaś we wschodniej park, który od 1939 roku otoczony był murem (obecnie ozdobnym, metalowym płotem). Od bramy do dworu prowadziła aleja lip drobnolistnych, a przed pałacem znajdował się klomb z dorodnymi lipami, tworzącymi zielone półkole. Od klombu, którego obramowaniem był podjazd, odchodziły promieniście alejki spacerowe. W południowej części parku znajdowała się oranżeria, a za nią sad owocowy ograniczony rowem melioracyjnym, połączonym z parkowym stawem. Na północy z parkiem graniczył ogród warzywny, zaś w pobliżu alei dojazdowej znajdowały się groby rodziny Schwarzenberger – ówczesnych właścicieli. W swojej pierwotnej formie opisywane założenie pałacowo-parkowe przetrwało aż do wybuchu II Wojny Światowej. Po niej pałac zaadaptowano na mieszkania. Po 1955 roku kiedy lokatorzy opuścili lokale mieszkalne, budynek z roku na rok stopniowo zamienia się w ruinę.
Park wskutek wieloletnich zaniedbań zatracił swój pierwotny układ przestrzenny, nadal stanowi cenne skupisko kilkudziesięciu drzew ozdobnych, których średni wiek określa się na 95 lat. Drzewostan parkowy tworzą głównie lipy, klony, graby i dęby występujące pojedynczo, w luźnych skupiskach lub tworząc aleje (np. aleje lip drobnolistnych), bądź szpalery (np. szpaler grabowy akcentujący wschodnią część parku). Zdrowy drzewostan tworzy również efektowne obramowania poszczególnych parkowych wnętrz. Wiele drzew, które przetrwały osiągnęły pomnikowe rozmiary. Duże skupisko wysokiej zieleni parkowej tworzy dominantę w bezleśnej okolicy.

## Zabytki
Według rejestru zabytków NID na listę zabytków wpisane są:
- zespół dworski, 4. ćwierć XIX wieku, nr rej.: A/203/1-8 z 16.03.1987r., w tym:
  - dwór o charakterze pałacowym, piętrowy, kryty łamanym dachem, narożna wieża z podcieniem nakryta hełmem namiotowym[6]
  - rządcówka, z końca XIX wieku
  - stajnia, obecnie magazyn, z końca XIX wieku
  - obora i cielętnik, obecnie chlewnia, z końca XIX wieku
  - magazyn, z końca XIX wieku
  - dom kołodzieja (ruina), z końca XIX wieku
  - park, z końca XIX wieku